# Уилмот, Честер
Реджинальд Уильям Винчестер Уилмот (англ. Reginald William Winchester Wilmot), более известный как Честер Уилмот (англ. Chester Wilmot; 21 июня 1911 — 10 января 1954) — австралийский журналист, радиоведущий, военный корреспондент BBC и ABC во время Второй мировой войны. Автор книги «Борьба за Европу» 1952 года.

## Биография
Честер Уилмот родился 21 июня 1911 года в мельбурнском пригороде Брайтон. Его отец — Реджинальд Уилмот, известный австралийский спортивный журналист, освещавший матчи по крикету и австралийскому футболу. Дед — Джон Джордж Винчестер Уилмот, межеватель; занимался выращиванием кофе на Шри-Ланке и именованием некоторых посёлков и городов штата Виктория.
Честер окончил Мельбурнскую гимназию и Мельбурнский университет (Тринити-колледж), где изучал под руководством сэра Эрнеста Скотта историю, политику и право и заинтересовался дебатами. В1936 году, после окончания университета, он отправился в путешествие по миру с целью участия в разных дебатах и даже присутствовал на одном из съездов НСДАП. С 1939 года работал судебным клерком.
После начала Второй мировой войны Уилмот перешёл на работу в радиовещательную компанию Australian Broadcasting Corporation: в 1940 году он отправился на Ближний Восток, сообщая вести с фронтов в Северной Африке, Греции и из Сирии. Присутствовал как военный корреспондент при осаде Тобрука. Вернулся в Австралию после того, как Японская империя вступила в войну, и освещал Тихоокеанский театр военных действий. В 1942 году освещал события с территории Папуа, в том числе и битву за Кокодский тракт; находился в окрестностях Абуари и Исурава вместе с корреспондентом Осмаром Уайтом и кинооператором Дэмьеном Парером.
Уилмот критиковал австралийского генерала Томаса Блэми, указывая на его некомпетентность, и выражал недовольство тем, что Блэми способствовал увольнению из штаба Сидни Ровелла. В октябре 1942 года Блэми аннулировал аккредитацию Уилмота за распространение лживых слухов о том, что генерал якобы принимал платежи от владельца прачечной на базе Пукапуньял. Несмотря на первоначальное восстановление аккредитации, 1 ноября Блэми окончательно аннулировал её.
В дальнейшем Уилмот написал книгу о своём пребывании в Тобруке и озвучил документальный фильм «Сыны АНЗАК» (англ. Sons of the ANZACS). В 1944 году он перешёл на BBC и от имени британской корпорации освещал события операции «Оверлорд» — в частности, он был на одном из планеров 6-й американской воздушно-десантной дивизии, а также присутствовал на полях почти всех сражений в Западной Европе. Также Уилмот сообщал о подписании немцами Акта о капитуляции.
В послевоенные годы Уилмот остался проживать в Англии, где писал статьи о событиях войны и даже выпустил в 1952 году книгу «Борьба за Европу», которую высоко оценили многие историки (так, Джон Киган писал, что именно Уилмот изобрёл «современный метод описания событий новейшей военной истории»). В 1952 году одна из статей Уилмота, посвящённая критике инициативы стран-победителей во Второй мировой об оккупации Германии, появилась в журнале Life.

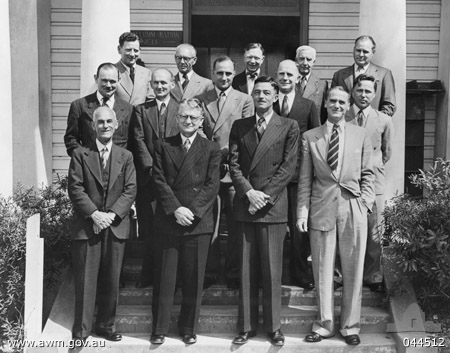
Уилмот (верхний ряд, крайний справа) с группой военных историков в Австралии

Уилмот вошёл в команду телеведущих, которые освещали коронацию британской королевы Елизаветы II. В канун Рождества 1953 года Уилмота отправили в Австралию по аккредитации BBC: он участвовал в специальной рождественской трансляции и вёл передачу «Путешествие королевы» (англ. The Queen's Journey), рассказывая о прошлых визитах британских монархов (сама королева Елизавета находилась в это время с визитом в Новой Зеландии).
10 января 1954 года Честер Уилмот погиб в результате катастрофы самолёта Comet 1, следовавшего рейсом из Сингапура в Лондон: утром самолёт вылетел из Рима в Лондон, однако недалеко от острова Эльба произошла взрывная декомпрессия, в результате которой самолёт был полностью разрушен. Никто из находившихся на борту не выжил.
Честер оставил после себя вдову и трёх детей. Он не успел приступить к написанию труда по осаде Тобрука и втором сражении при Эль-Аламейне, который должен был войти в австралийскую историографию Второй мировой.